# Kalušići
Kalušići (en serbe cyrillique : Калушићи) est un village du nord du Monténégro, dans la municipalité de Pljevlja.

## Démographie

### Évolution historique de la population
| 1948 | 1953 | 1961 | 1971 | 1981 | 1991 | 2003 |
| ---- | ---- | ---- | ---- | ---- | ---- | ---- |
| 259  | 198  | 289  | 205  | 256  | 201  | 193  |